# Jonatán
A Jonatán héber eredetű férfinév, jelentése: Jahve adta.

## Gyakorisága
Az 1990-es években szórványos név, a 2000-es években nem szerepel a 100 leggyakoribb férfinév között.

## Névnapok
- augusztus 24.[2]
- december 29.[2]

## Híres Jonatánok
- Jonatán (Dávid barátja)
- Jonathan Brandis amerikai színész
- Jonathan Davis amerikai énekes
- Jonathan Silverman amerikai színész
- Jonathan Stroud angol író (Bartimaeus-trilógia)
- Jonathan Swift ír származású angol író
- Jonathan Togo amerikai színész
- Jonathan Wild, a 18. századi London legismertebb és legsikeresebb bűnözője
- Jonathan „Jonny” Wilkinson, angol rögbijátékos

### Kitalált személyek
- Jonatán (Christopher Shennan: Jonatán mester álma)
- Jon(athan) Arbuckle (Garfield gazdája)
- Jonatán (Böszörményi Gyula: Jonatán kalandjai)
- Jonathan „John” Wick (John Wick-filmek)
- Jonathan "JoJo" Joestar (JoJo's Bizarre Adventure: Phantom Blood)

### Egyéb
- Jonathan alma (Malus domestica 'Jonathan'), magyar köznyelvben jonatán
- Jonathan (teknős)(wd) óriásteknős Szent Ilona szigetén, a világ legidősebb egyedének tartják